# 库塞尔格
库塞尔格（法語：Coussergues，法語發音：[kusɛʁɡ]）是法国阿韦龙省的一个旧市镇，属于罗德兹区。该旧市镇2009年时的人口为254人。

## 人口
库塞尔格人口变化图示
| 数据来源：INSEE |